# Nightcrawler (truyện tranh)
Nightcrawler (Kurt Wagner) là một dị nhân có vẻ ngoài đáng sợ với nước da xanh, đôi tai nhọn, tay ba ngón và nhất là một chiếc đuôi dài. Kurt là thành viên lâu năm của nhóm X-men, là thành viên sáng lập nhóm Excalibur. Kurt được biết như là con ruột của dị nhân phản diện  Mystique, anh trai nuôi của X-men Rogue.

## Thông tin cá nhân
Tên thật: Kurt Wagner
Các nhóm đã tham gia: X-men, Excalibur, X-treme Sanctions Executive
Nơi sinh: Bavarian Alps
Tình trạng gia đình: độc thân
Người thân: Eric Wagner - cha nuôi, Margali Szardos - mẹ nuôi, Jimaine Szardos - em nuôi, còn gọi là Amanda Sefton, Stefan Szardos - anh nuôi, Mystique - mẹ ruột, Rogue - em nuôi, Azazel - cha ruột, Graydon Creed - anh cùng mẹ khác cha, Abyss và Kiwi Black - anh cùng cha khác mẹ.
Năng lực và năng khiếu:
- Dịch chuyển nhanh trong không gian (teleport)
- Hòa lẫn vào bóng tối, nhìn trong bóng tối
- Nhảy cao, từng học lớp nhào lộn
- Bậc thầy đấu kiếm - thậm chí bằng đuôi, cận chiến.

## Tiểu sử

### Thơ ấu
Sinh ra ở Đức, Kurt Wagner được một phù thủy của dân Gypsy tên là Margali Szardos nhận nuôi khi anh bị cha mẹ ruột là Mystique và Azazel bỏ rơi. Anh đã làm việc trong gánh xiếc của bà với dòng quảng cáo "Nightcrawler siêu phàm". Sau đó anh ta phải ra đi vì lỡ giết chết người anh nuôi Stefan, người đã trở thành kẻ giết trẻ em điên loạn. Anh ta bị cho là quỷ dữ và bị săn bởi một đám đông ngoài thị trấn. Giáo sư X đến giải thoát cho anh ta và mời anh ta gia nhập nhóm X-men thứ hai của mình. Anh ta đồng ý và nhận mật danh Nightcrawler.

### X-men mới
Với các X-men Nightcrawler đã tìm được một gia đình cho mình. Anh ta kết thân với Wolverine và có mối quan hệ lãnh mạn với người em gái nuôi lúc này đang sống ở Mỹ với cái tên Amada Sefton. Anh ta cũng đã hòa giải với Margali - người đã nguyền rủa khi cho rằng anh ta đã giết Stefan một cách lạnh lùng, với sự giúp đỡ của X-men và Dr Strange, nỗi oan của anh ta đã được rửa sạch. Nightcrawler nhanh chóng trở thành một thành viên quan trọng của X-men và có thời làm lãnh đạo khi Storm rời nhóm vì mất năng lực, báo trước sự lãnh đạo của anh ta trong nhóm Excalibur sau này.
Trong thời kì này, Kurt đã từng nghi ngờ quyết định của Beyonder khi để anh ta ở lại, khi Kurt đưa cả nhóm đến một vụ khủng hoảng ở San Fancisco. Trải qua một đêm mưa gió ở bên ngoài nhà Amada, cố tìm hiểu lý do của Beyonder. Hai người cãi nhau rồi chia tay. Kurt phát hiện ra âm mưu của kẻ sát nhân Arcade nhắm tới một cô gái trẻ - sau này biết được cô ta là công chúa một nước Đông Âu. Để chứng minh mình không hèn nhát anh ta đã giúp công chúa.
Sau này khi đã tái gia nhập nhóm, trong khi âm mưu làm mất năng lực của siêu Sentinel Nimrod, Kurt bị mắc kẹt trong một đám đông giận dữ. Sau đó được Shadowcat, anh em Colossus và Magik cứu thoát nhưng bị mất năng lực. Sau đó năng lực quay trở lại nhưng mỗi lần dùng nó khiến anh ta bị suy yếu nghiêm trọng. Dù vậy anh ta vẫn là lãnh đạo nhóm. Vertigo âm mưu ép anh ta dùng năng lực quá mức trong sự kiện tàn sát dị nhân. Âm mưu này thành công làm anh ta không thể thoát khỏi sự tấn công của Riptide, dẫn theo sự trọng thương và bất tỉnh của Kurt.

### Excalibur
Trong khi Kurt còn đang điều trị các vết thương, các X-men bị giết trong một nhiệm vụ ở Dallas. Không lâu sau đó anh ta cùng Shadowcat gia nhập với Captain Britain trong một chuyến phiêu lưu ở Anh. Họ làm việc rất ăn ý và quyết định thành lập nhóm Excalibur. Captain Britain giữ vai trò lãnh đạo nhưng dần dần Kurt nắm giữ vai trò này. Thời gian này nhóm của anh ta phải đối đầu với một tay lính đánh thuê nguy hiểm tên là Technet, còn gọi là N-men. Và anh ta cũng bắt đầu mối quan hệ lãng mạn với đồng đội Cerise trước khi cô ấy phải đến Shi'ar làm một cuộc thí nghiệm. Sau đó bạn gái cũ Amanda của anh ta gia nhập nhóm và cả hai tiếp tục mối quan hệ trước đây. Rồi cô ấy cũng rời nhóm để lãnh đạo Limbo - một kế hoạch buộc cô ấy phải rời khỏi Trái Đất nhưng cả hai vẫn là bạn thân.

### Tái gia nhập X-men
Trong một khoảng thời gian, Kitty và Kurt từng tức giận khi gặp lại các X-men khi thấy họ không báo cho mình biết sự thật về cái chết của họ. Nhưng khi Britain Captain và Meggan cưới nhau, Excalibur tan rã và cả hai cùng Colossus tái gia nhập X-men. Nhưng ngay lập tức họ phát hiện đó là một nhóm mạo danh nhằm tiếp cận Cerebro. Nhưng cuối cùng thì họ cũng tìm được nhóm thật.
Muốn dành thời gian cho việc làm mục sư, Kurt nhường chức lãnh đạo cho Archangel. Sau này thì tiết lộ rằng anh ta chưa bao giờ thật sự sùng đạo và trò đó chỉ là lừa đảo. Sau này Kurt trở thành lãnh đạo của Uncanny X-men gồm Wolverine, Bishop, Psylocke,Cannonball, Marvel Girl. Trong nhiệm vụ cuối cùng chống Foursaken, Kurt đưa mọi người đến Central Park và giúp Storm giải phóng châu Phi khỏi người chú của cô ta.
Sau đó, Giáo sư tuyển Kurt cùng Darwin, Havok, Marvel girl,Warpath,Polaris tham gia một nhiệm vụ ngoài không gian chống Vulcan khỏi hủy diệt đế chế Shi'ar.
Thất bại, họ trở về Trái đất. Trong sự kiện giải cứu đứa bé M-day khỏi nhóm Marauders, Kurt dùng năng lực quá nhiều và hôn mê sâu. Khi anh ta tỉnh lại, cũng là lúc Predator X đang tấn công học viện Xavier. 
Khi các X-men giải tán sau sự kiện Messiah Complex, Kurt cùng Wolverine và Colossus thực hiện một chuyến phiêu lưu đến Nga.

## Các bản thể khác

### Triều đại Apocalypse
Giống như phiên bản thời 616 của mình, nhưng Kurt của thời này nham hiểm và hung dữ hơn. Anh ta luôn mang bên mình hai thanh kiếm lưỡi cong. Một sự quan trọng khác là Nightcrawler này rất ghét nhà thờ nơi anh ta từng trải qua một chuyện đau buồn. Được Magneto gởi đến Avalon - một xã hội không tưởng nằm ở Nam Cực - nơi con người và dị nhân sống hòa bình, để đưa Destiny về Mỹ theo yêu cầu của Bishop. Sau đó Avalon bị tấn công bởi đội Pale Riders của Apocalypse. Kurt và Mystique cùng bảo vệ Avalon và tập hợp một nhóm dị nhân là Switchback và một thành viên của Pale Riders tên là Damask đối đầu với Shadowking.

### Ultimate X-men
Được giới thiệu là một dị nhân 14 tuổi khi lần đầu tiên xuất hiện. Lúc đầu chỉ biết tiếng Đức nhưng sau được Jean Grey giúp học thêm tiếng Anh. Quãng thời gian cùng ở trong Weapon X trước đây làm anh ta thân với Wolverine và Rogue hơn những thành viên khác. Sau khi được giải thoát anh ta về nhà, sau này gia nhập X-men chống lại Magneto. Nightcrawler thân thiện vui vẻ sau một vài nhiệm vụ đã kết bạn với một vài X-men khác, đặc biệt nhất là Angel. Sau này anh ta phát hiện Colossus là người đồng tính nhưng vẫn giữ bí mật. Kurt cũng cảm mến Dazzler và đã ở bên giường bệnh cô ấy khi cô bị hôn mê vì những vết thương do Lady Deathstrike. Sau khi Dazzler tỉnh lại nỗi ám ảnh vô lý của anh ta thúc đẩy anh ta đưa Dazzler đến một hang động hẻo lánh. Các X-men phát hiện và đã đấu với Kurt để cứu Dazzler. Kurt bị đánh bại và được chuyển đến chỗ giáo sư X. Bên giường bệnh Rogue đã hấp thu ký ức về trận đấu của anh ta và bảo rằng có một con quái vật đang ở bên trong anh ta. Đây có lẽ là kết quả của thời còn làm sát thủ trong Weapon X hoặc một sự kiện nào đó mà Rogue vẫn đang giấu diếm.

## Bản thể màn ảnh

### Điện ảnh
Trong X-men United, Nightcrawler là dị nhân đột nhập vào Nhà Trắng để ám sát tổng thống. Storm và Jean sau đó tìm thấy anh ta trong một nhà thờ Boston và đưa anh ta về học viện. Anh ta sau đó tham gia giúp đỡ X-men giải quyết khó khăn của họ.

### X-men Evolution
Kurt thường dùng một máy chiếu tạo ảo giác cho người khác thấy mình như là một người bình thường. Bộ phim này khai thác hầu hết các mối quan hệ của Kurt từng có trong truyện tranh với các nhân vật khác như Shadowcat, Mystique, Rogue, Amanda Sefton.